# Протадий (префект Рима)
Протадий (лат. Protadius) — римский государственный деятель начала V века.
Протадий происходил из Галлии. Предположительно, из города Августа Треверов. В 395 году он приехал в Медиолан, но позднее вернулся и жил как в Августе Треверов, так и на юге Галлии.
Протадий занимал должность префекта Рима. Точная дата не установлена, но, по оценкам, срок полномочий длился с 400 по 401 год, учитывая тот факт, что один из источников по этому вопросу, Квинт Аврелий Симмах, скончался в 402 году.
Протадий имел двух братьев: Флорентина и Минервия.